# ريتشارد هاس
ريتشارد هاس (بالإنجليزية: Richard Haas)‏ هو رسام أمريكي، ولد في 29 أغسطس 1936 في سبرنغ غرين في الولايات المتحدة.

## وصلات خارجية
- ريتشارد هاس على موقع أرشيف الشارخ.
- ريتشارد هاس على موقع الموسوعة البريطانية (الإنجليزية)